# Ґлентана (ПАР)
Ґлентана (англ. Glentana) — невелике село на території муніципалітету Моссел-Бей у районі Еден, Західна Капська провінція, ПАР. Розташоване на узбережжі Індійського океану, майже посередині між містечками Моссел-Бей та Джордж, популярний курорт.
Глентана заснована 1902 року на місці поблизу кораблетрощі. Потроху місце обросло дачними будинками.
У 2011 році населення села переважно складали білі, більшість розмовляли англійською мовою чи африкаанс. Загалом у ньому мешкало 544 особи.